# Homalotylus flavimesopleurum
Homalotylus flavimesopleurum är en stekelart som beskrevs av Girault 1917. Homalotylus flavimesopleurum ingår i släktet Homalotylus och familjen sköldlussteklar. Inga underarter finns listade i Catalogue of Life.